# Zangou
Zangou (en arménien : Զանգու, du nom d'une rivière arrosant la capitale arménienne Erevan) est un journal hebdomadaire communiste en langue arménienne publié par la Section française du Comité de secours pour l'Arménie (HOG) en 1935-1937 et dirigé par Missak Manouchian.

## Historique
Zangou est lancé le 1er juin 1935 par la Section française du Comité de secours pour l'Arménie (1925-1937), une organisation d’obédience communiste émanant du Comité de secours pour l'Arménie, et donc du gouvernement de la République socialiste soviétique d'Arménie et liée à l’Internationale communiste. Sa direction est confiée à Missak Manouchian, alors connu seulement pour avoir fondé la revue littéraire Tchank aux côtés de Kégham Atmadjian et y avoir publié des poèmes.
Zangou, journal communiste, prône une plus grande intégration des Arméniens de France dans le monde du travail mais veut aussi pousser à leur retour en Arménie. En effet, pro-RSS d'Arménie, le journal propose aux Arméniens de ne plus fêter le 28 mai 1918, date d'indépendance de la Première République d'Arménie, et de préférer à cette date le 29 novembre 1920, date de la soviétisation de l'éphémère république. Zangou se félicite de plus de l'arrivée au pouvoir du Front populaire en France.
Le journal est en faveur de l'éradication des « ennemis du socialisme » là où d'autres revues arméniennes, comme Guiank yev Arvesd ou encore Vêm, dénoncent les attaques subies par les écrivains et intellectuels d'Erevan.
Zangou se fait ainsi l'écho de la lutte acharnée entre la Fédération révolutionnaire arménienne (dont le point de vue est notamment visible dans les colonnes du journal Haratch) et les communistes arméniens, lutte très virulente à partir de 1936 au moment des purges staliniennes et qui s'accentue avec la victoire du stalinisme en 1937-1938.
Dans ses mémoires, Mélinée Manouchian, explique quant à elle que Zangou « n'était pas vraiment politique », abordant plutôt les problèmes liés à l’immigration, les difficultés à trouver du travail, des questions de droit des travailleurs, etc., ainsi que des thématiques liées à l'Arménie soviétique.
Avec le déclenchement de la guerre d'Espagne, le journal, caractérisé par son antinazisme, s'intéresse beaucoup au sujet, y consacrant des articles et publiant des lettres de soldats des brigades internationales (qui furent cependant censurées).
Mélinée Manouchian raconte que son mari voulait que son journal soit véritablement « l'émanation de la classe ouvrière » : pour ce faire, il nomme des correspondants dans les villes principales de province responsables de lui envoyer des articles et des échos ; de plus, il encourage des ouvriers, « parfois de simples gens à peine capables de formuler une pensée, mais dont les idées, fondamentalement, étaient justes », à écrire des articles dans Zangou, articles qu'il retravaillait ensuite avec leurs auteurs avant de les publier, seule manière pour lui « de les pousser à une constante activité intellectuelle » et construire leur conscience politique.
Parmi les contributeurs du journal, on compte Louisa Aslanian,, Zareh Vorpouni, Yervant Tolayan, Armand Gotikian, Mihran Mazloumian (signant sous le nom de plume Teghtzanik) ou encore Ervand Kotchar.
Zangou disparaît le 30 juillet 1937 après 114 numéros.